# Heinrich Wilhelm Josias Thiersch

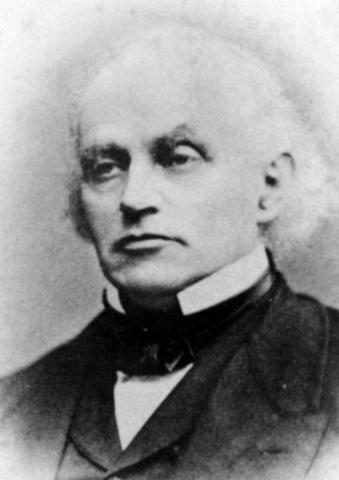
Heinrich Wilhelm Josias Thiersch

Heinrich Wilhelm Josias Thiersch (München, 5 november 1817 - Bazel, 3 december 1885) was een filosoof en theoloog, oorspronkelijk afkomstig  uit de Evangelisch-Lutherse Kerk, maar in 1847 overgegaan naar de Katholiek Apostolische Kerk. In 1850 gaf hij zijn professoraat aan de Philips Universiteit van Marburg op om voortaan te dienen als ‘apostolisch herder’ in Duitsland, onder meer in de apostolische gemeenten te Marburg, München, Augsburg en het Zwitserse Basel.
Thiersch’s vader, over wie hij later een biografie zou schrijven, was de classicus Friedrich Thiersch (1780 - 1860) en zijn broers waren de chirurg Karl Thiersch en de schilder Ludwig Thiersch. Heinrich Thiersch was gehuwd met Bertha Zeller, een dochter van Christian Heinrich Zeller. Het echtpaar kreeg 13 kinderen. Een van die kinderen was August Thiersch. Thiersch begon een studie filologie aan de Universiteit van München, maar stapte in 1837 over op theologie aan de Universiteit van Erlangen en vervolgens naar die van Tübingen, waar hij zijn graad in de theologie behaalde. Hij was lector in Erlangen vanaf 1839, en hoogleraar aan de Universiteit van Marburg sinds 1843.

## Overgang naar de Katholiek Apostolische kerk
Met Pasen 1842 overhandigde de evangelist William Rennie Caird in Duitsland een (Engels) exemplaar van het Grote Testimonium. Thiersch behoorde vervolgens tot de eerste Duitsers die zich bij de Katholiek Apostolische Kerk aansloten. Op 17 oktober 1847 werd hij in Frankfurt am Main door Thomas Carlyle verzegeld en kort daarop werd hij voorganger van de in 1848 gestichte Katholiek Apostolische gemeente in Marburg an der Lahn. Het kostte hem in 1850 zijn leerstoel aan de universiteit, waarna hij zijn carrière in 1840 voortzette als privaat-docent.
In de Katholiek Apostolische Kerk was Thiersch achtereenvolgens werkzaam in de volgende ambten:
- 29.12.1847 Roeping tot het priesterambt, priesterwijding, voorganger in Marburg
- 17.04.1849 Roeping tot het engel-ambt
- 18.04.1849 Engel-wijding / Engel der gemeente in Marburg
- 1850-1867 Herder met de apostel (apostolisch herder) voor Noord-Duitsland en deelnemer aan de raadsvergaderingen in Albury
- 1864-1869 Engel van München
- vanaf 1867 herder met de apostel voor Zuid-Duitsland, Oostenrijk en Zwitserland
- 1869-1875 Engel in Augsburg